# Dendrobium paucilaciniatum
Dendrobium paucilaciniatum är en orkidéart som beskrevs av Johannes Jacobus Smith. Dendrobium paucilaciniatum ingår i släktet Dendrobium, och familjen orkidéer. Inga underarter finns listade i Catalogue of Life.